# Sjøhuset i Bergevik
Sjøhuset i Bergevik är ett norskt museum i Forsands kommun. Det var tidigare en fiskberedningsanläggning som användes till saltning av sill och kryddning av skarpsill från fisket i Lysefjorden. 
Huset uppfördes 1850 av Ivar Halvarson Berge. Efter hand kom det att användas för saltning av sill och kryddning av höstskarpsill till ansjovis. Under 1880-talet slutade kryddningen av brisling. Vid denna tid hade konservfabriker kommit till i Stavanger, och dessa gav bättre betalt för fisken. Salting av fisk fortsatte dock i Bergevik.
Omkring 1900 startade fångst och saltning av musslor för agn i sjøhuset. Det hade då upptäckts stora förekomstar av musslor i Lysefjorden. Musslorna packades i tunnor och utnyttjades senare som agn på krokfiske i Lofoten.
Vid denna tid bedrevs också detaljhandel en trappa upp i byggnaden och där fanns också tämligen usla bostäder. 
Framemot 1918 tog de stora musselförekomsterna slut, varefter huset åter användes för saltning och kryddning av sill vid vinter- och vårsillfisket. 
I början 1990-talet var huset i dåligt skick. Forsands kommun lät då restaurera huset, vilket stod klart 1996. Museet ingår idag i Ryfylkemuseet.